# Олександр Гамільтон, 10-й герцог Гамільтон
Олександр Гамільтон (3 жовтня 1767 — 18 серпня 1852) — шотландський аристократ, політик, колекціонер творів мистецтва, барон Даттон, Х герцог Гамільтон, VII герцог Брендон, лорд-лейтенант Ланаркширу, Великий магістр Великої масонської ложі Шотландії, вождь клану Гамільтон.

## Життєпис
Олександр Гамільтон народився 3 жовтня 1767 року в Лондоні, в будинку на площі Сент-Джеймс. Був старшим сином Арчібальда Гамільтона, IX герцога Гамільтон, VI герцога Брендон та леді Гарріет Стюарт (1750—1788).
Освіту отримав у лондонській школі Гарроу та коледжі Крайст-Чьорч в Оксфорді.
Олександр Гамільтон був політиком партії вігів. Політичну кар'єру почав у 1802 році, коли був обраний депутатом парламенту від партії Ланкастера. Перебував у Палаті Громад до 1806 року, аж доколи був призначений членом Таємної Ради і послом Великої Британії до Росії.
У 1802—1805 роках обіймав посаду лорд-лейтенанта Ланаркширу.
26 квітня 1810 року герцог одружився з Сюзанною Ефімією Бекфорд (1786—1859) в Лондоні. Сюзанна була дочкою сера Вільяма Томаса Бекфорда (? — 1760) та леді Маргарет Гордон (1760—1786) — дочки Чарльза Гордона — IV графа Ебойн. У них було двоє дітей.
У лютому 1819 року після смерті свого батька Олександр Гамільтон успадкував титули герцогів Гамільтон та Брендон. У 1831 році обіймав посаду лорд-стюарта під час коронації короля Великої Британії Вільгельма IV. 1838 року був лорд-стюартом під час коронації королеви Великої Британії Вікторії. 1836 року став кавалером ордену Підв'язки.
Олександр Гамільтон був масоном, а також Великим магістром Великої масонської ложі Шотландії у 1820—1822 роках. До того ж він обіймав посади президента Хайленда, президента сільськогосподарського товариства Шотландії у 1827—1831 роках. Був опікуном Британського музею в 1834—1852 роках.

## Смерть і спадщина
Герцог Олександр Гамільтон цікавився культурою Давнього Єгипту. Це було не просто надзвичайним захопленням. Дослідження експерта по муміях Томаса Петтігрю настільки вразили Олександра, що герцог доручив Томасові муміфікацію свого тіла по смерті.
Олександр Гамільтон помер у Портмен-сквері в Лондоні 18 сеппня 1852 року у віці 84 років. Похований 4 вересня 1852 року в палаці Гамільтон в Шотландії. За його заповітом, тіло Гамільтона було піддане муміфікації та поміщено в саркофаг часів Птолемеїв, який герцог купив в Парижі в 1836 році для Британського музею. Тоді ж він придбав саркофаг вельможі Пабаза, який нині зберігається в музеї Келвінгроув. В 1842 року Гамільтон через переповнення фамільного склепу почав будівництво Мавзолею Гамільтонів в місті Гамільтон. Сам герцог не був похований у землі разом з іншими герцогами роду Гамільтон. З 1858 по 1921 рік його тіло зберігалося в Мавзолеї Гамільтонів. У 1921 році через руйнування і подальше знесення палацу Гамільтонів рештки тіла герцога були перенесені на кладовище Бент у Гамільтоні, де вони спочивають до сих пір у його саркофазі.
Герцог лишив по собі величезну колекцію творів мистецтва: картин, рукописів, книг. Колекцію було розпродано в липні 1882 року за 397 562 фунти стерлінгів. Рукописи придбав уряд Німеччини за 80 000 фунтів стерлінгів. Деякі рукописи, пізніше викуплені урядом Великої Британії, нині зберігаються в Британському музеї.

## Родина
Дружина — Сюзанна Ефімія Бекфорд (1786—1859)
Діти:
- Вільям Гамільтон (1811—1863) — IX герцог Гамільтон, VIII герцог Брендон
- Сюзанна Гамільтон (1814—1889) — одружилась у 1832 році з Генрі Пелемом-Клінтоном (1811—1864) — V герцогом Ньюкасл-андер-Лайн